# Volleyball England
Volleyball England är ett specialidrottsförbund för volleyboll, beachvolleyboll och sittande volleyboll i England. Förbundet grundades 1972 under namnet English Volleyball Association (EVA). Förbundet ersatte det tidigare Amateur Volleyball Association of Great Britain and Northern Ireland som i sin tur grundades 1955.
Som flest, 1994, har förbundet organiserat omkring 1 200 klubbar, men sedan 2005 har antalet klubbar varit omkring 400. Under 2018/2019 deltog omkring 4 000 spelare i förbundets tävlingar
Förbundet organiserar seriesystemet i England (National volleyball league), sedan 1968 (både dam och herr). Innan dess hade de funnits några spridda lokala serier De stödjer också de engelska landslagen (herr och dam).